# Niszczyciele min typu Osprey
Niszczyciele min typu Osprey – typ dwunastu amerykańskich niszczycieli min zbudowanych w latach 90. XX wieku w stoczniach Intermarine oraz Avondale Shipyard. Wzorowane na włoskim typie Lerici, jednostki typu Osprey były pierwszymi okrętami United States Navy zaprojektowanymi specjalnie do pełnienia roli niszczycieli min.
Okręty weszły do służby w latach 1993-1999 i pełniły ją do lat 2006-2007. Cztery spośród nich trafiły następnie do służby w marynarkach wojennych Grecji oraz Egiptu. Sześć kolejnych sprzedano Tajwanowi, Indiom oraz Turcji, jednak nie zostały one dotychczas dostarczone. Okręty indyjskie planowano początkowo przekazać litewskiej marynarce wojennej.

## Okręty
- USS „Osprey” (MHC-51)
- USS „Heron” (MHC-52) (sprzedany Grecji jako „Kalypso” (M-64))
- USS „Pelican” (MHC-53) (sprzedany Grecji jako „Evniki” (M-61))
- USS „Robin” (MHC-54)
- USS „Oriole” (MHC-55) (sprzedany Tajwanowi[1])
- USS „Kingfisher” (MHC-56) (sprzedany Indiom[2])
- USS „Cormorant” (MHC-57) (sprzedany Indiom[2])
- USS „Black Hawk” (MHC-58) (sprzedany Turcji)
- USS „Falcon” (MHC-59) (sprzedany Tajwanowi[1])
- USS „Cardinal” (MHC-60) (sprzedany Egiptowi)
- USS „Raven” (MHC-61) (sprzedany Egiptowi)
- USS „Shrike” (MHC-62) (sprzedany Turcji)